# Геноцид уйгурів
Геноцид уйгурів (уйг. ئۇيغۇر قىرغىنچىلىقى, кит.: 维吾尔族种族灭绝) — серія порушень прав людини, які уряд Китаю вчиняє проти уйгурів та інших етнічних і релігійних меншин у Сіньцзяні з ознаками геноциду. Починаючи з 2014 року китайський уряд під керівництвом генерального секретаря Комуністичної партії Китаю (КПК) Сі Цзіньпіня проводить політику, внаслідок якої ув'язнено понад мільйон тюркських мусульман у таборах для інтернованих без будь-якого судового процесу. Загальна кількість жертв припускається у ≥1 млн осіб. Це найбільше затримання етнічних та релігійних меншин з часів Другої світової війни.

## Передумови
Під час підготовки до Олімпійських ігор у Пекіні 2008 року, китайська держава почала наголошувати на політиці вейвень(покращення), що призвело до посилених політичних репресій по всій країні. Того ж року у Сіньцзяні сталося багато насильницьких інцидентів і перепалок між китайською поліцією та уйгурами.

## Хід подій
У 2014 році в Пекіні відбулася таємна нарада керівництва КПК, де розглядалися вирішення насильницьким перепалкам у Сіньцзяні. У травні того ж року Китай публічно розпочав кампанію "Жорсткого удару проти насильницького тероризму" у відповідь на зростання напруженості між ханьцями та уйгурськими жителями Сіньцзяню.
До 2014 року ЦК КПК і його уряд під керівництвом Генерального секретаря Сі Цзіньпіна розпочали спеціальну кампанію з жорсткого придушення насильницької діяльності та почали будувати інтерновані табори у Сіньцзяні.

### Початок «Народної війни»
Слідуючи вказівкам з Пекіна, керівництво КПК розпочало «Народну війну» проти «трьох сил зла» — сепаратизму, тероризму та екстремізму у Сіньцзяні. Вони розгорнули двісті тисяч партійних кадрів у Сіньцзяні та запустили програму «Державний службовець – родина». Сі був незадоволений початковими результатами Народної війни, тож в 2016 році замінив секретаря місцевої комуністичної партії Чжан Чуньсяня на Чень Цюаньго. Після свого призначення Чень набрав до поліції десятки тисяч додаткових поліцейських і поділив їх на три категорії: «довірені, середні та не заслуговують довіри». Він наказав своїм підлеглим «Взяти цей розгін як головний проект» і «випередити ворога, завдати удару з самого початку».

### Арешти в інтернованих таборах
У квітні 2017 року почалися масові арешти уйгурців. Нові заборони та правила були введені в дію, серед яких введені заборони на довгі бороди та носіння чадри в громадських місцях. Уйгурів почали примушувати дивитися Китайське державне телебачення, слухати радіопередачі, дотримуватися політики планування сім’ї та відправляти своїх дітей тільки у державні школи.
У Сіньцзяні почали ув'язнення тюркських мусульман у інтернованих таборах без будь-якого судового процесу. Тисячі мечетей були зруйновані або пошкоджені, а сотні тисяч дітей насильно відлучено від батьків і відправлено до шкіл-інтернатів.
У 2017 році Міністерство громадської безпеки Китаю почало закуповувати системи спостереження для розподілу основних рас аби визначати чи є особа уйгуром чи ні. Незважаючи на сумнівну точність, це дозволило додати до систем спостереження «уйгурську сигналізацію». Також було введено посилений прикордонний контроль із презумпцією провини за відсутності доказів. Секретар Комуністичної партії Чжу Хайлунь Кашгару у 2017 році підписав бюлетень, у якому з усіх жителів Сіньцзяня які виїхали за кордон було знято презумпцію невинуватості. «Якщо підозра на тероризм не може бути виключена, то слід запровадити прикордонний контроль, щоб гарантувати арешт особи», заявив Чжу.
Обмеження на в'їзд іноземним журналістам почали сильнішати. У 2017 році відсоток журналістів яким забороняли або яких обмежували робити репортажі в Сіньцзяні виріс до 73% порівняно з 42% у 2016 році.
Зусилля щодо передбачуваного «перевиховання» почалися в 2014 році і були розширені у 2017. Чень наказав, щоб табори «керувалися як військові і захищалися як в'язниця». У цей час було побудовано багато інтернованих таборів для розміщення студентів програми «перевиховання», більшість з яких були уйгурами. Спочатку уряд Китаю заперечував їхнє існування, а після 2018 назвав їх «центрами професійної освіти та навчання». З 2019 року уряд почав називати їх «центрами професійної підготовки». З 2018 по 2019 рік кількість таборів збільшилася втричі, незважаючи на заяви уряду Китаю щодо звільнення більшості ув'язнених.

### Витік документів Сіньцзяню

«Документи Сіньцзяню»

У листопаді 2019 року стався масштабний витік збірки з понад 400 сторінок внутрішніх урядових документів Китаю, які прозвали «документами Сіньцзяню». Вони описували політику уряду щодо уйгурських мусульман у регіоні Сіньцзянь. У документах містилися детальні директиви та звіти про спостереження та контроль за мусульманами-уйгурами в Сіньцзяні. Серед директив було затримання будь-кого з «симптомами релігійного радикалізму або антиурядових поглядів» — це включало тих хто молився поза мечетями та тих хто вивчає арабську.

### Cьогодення
Спостерігалося що використання цих центрів припинилося в 2019 році після міжнародного тиску. Академік Керрі Браун пояснює їх закриття наприкінці 2019 року витратами, необхідними для їх експлуатації. Проте станом на жовтень 2022 року не було проведено комплексних незалежних досліджень таких центрів, вибіркові перевірки журналістів виявили, що вони переобладнані або покинуті. У 2022 році у репортажі Washington Post було перевірено частину місць, які раніше вважали за центри перевиховання, і було виявлено, що більшість із них виявилися порожніми або переобладнаними, а кілька місць позначено як карантинні заклади для коронавірусу, учительські школи або професійно-технічні школи.

## Порушення прав людини
Урядова політика включає свавільне утримання уйгурів у таборах для інтернованих, примусову працю, придушення релігійних обрядів уйгурів, політичну індоктринацію, жорстоке поводження, примусову стерилізацію, примусову контрацепцію і примусові аборти.

### Сексуальне насилля
Уйгурська вчителька Сайрагуль Саутбай яка була змушена працювати в таборах розповіла ВВС, що працівники табору для інтернованих, у якому її утримували, чинили масові зґвалтування, які були «дуже розповсюдженими», кажучи, що охоронці табору «вибирали дівчат і молодих жінок, яких вони хотіли, і забирали їх». Вона також розповіла ВВС про організоване групове зґвалтування, де 21-річну жінку змусили зізнатися перед натовпом із 100 інших жінок, утримуваних у таборі, а потім її зґвалтували кілька поліцейських перед усіма.

### Примусова праця
Уйгурський проєкт з прав людини описує регіон Сіньцзянь як «бавовняний гулаг», де примусова праця в’язнів присутня на всіх етапах ланцюга постачання бавовни…». Уйгур Тахір Хамут, працював у трудовому таборі під час школи коли він був дитиною, а пізніше, ставши дорослим, працював далі, виконуючи такі завдання, як збір бавовни та виготовлення цегли. «Кожен змушений виконувати всі види каторжних робіт», - сказав він. «Кожен, хто не зможе виконати свої обов’язки, буде побитий».

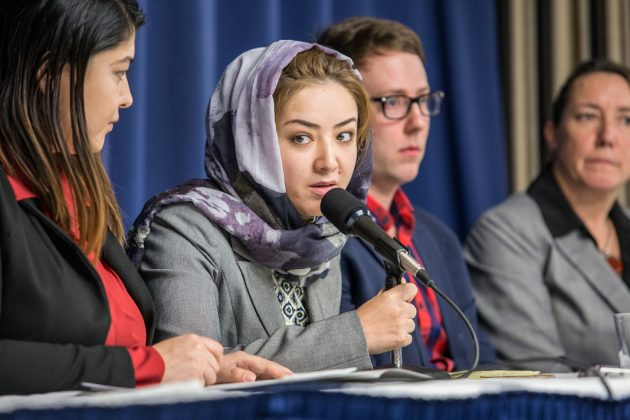
Мігрігуль Турсун на пресконференції

### Катування
Молода уйгурська мати Мігрігуль Турсун розповіла, що її катували та піддавали «іншим жорстоким умовам». Вона дала інтерв’ю, під час якого вона описала свій досвід у таборах: їй вводили наркотики, допитували цілими днями без сну, піддавали нав’язливим медичним оглядам, прив’язували до крісла та били електричним струмом. З 2015 року Мігрігуль відправили до табору втретє. Вона сказала журналістам, що пам’ятає, як слідчі казали їй: «Бути уйгуром — це злочин».
Речник МЗС Китаю Хуа Чуньїн заявив, що Мігрігуль була взята під варту поліцією через «підозри в розпалюванні міжнаціональної ворожнечі та дискримінації» на строк 20 діб і заперечив, що вона коли-небудь утримувалася в інтернованих таборах.

### Наслідки переслідувань
Урядова статистика Китаю повідомляє, що з 2015 по 2018 рік народжуваність в переважно уйгурських регіонах Хотан і Кашгар впала більш ніж на 60 %. За цей же період народжуваність по всій країні знизилася лише на 9,69 %. Китайська влада визнала, що в 2018 році народжуваність в Сіньцзяні знизилася майже на третину, але заперечила повідомлення про примусову стерилізацію та геноцид. Рівень народжуваності в Сіньцзяні впав ще на 24 % у 2019 році, тоді як загальнонаціональне зниження склало 4,2 %.

## Питання геноциду
Спочатку ці дії описувалися як примусова асиміляція Сіньцзяню, етноцид чи культурний геноцид. У міру того, як з'явилося більше подробиць, деякі уряди, активісти, неурядові організації, експерти з прав людини та науковці назвали це геноцидом, вказуючи на навмисні дії, вчинені урядом Китаю, які, на їхню думку, суперечать статті II Конвенції про запобігання злочину геноциду . Проте китайський уряд публічно заперечує порушення прав людини в Сіньцзяні.
З моменту публікації документів Сіньцзяню різні журналісти та дослідники називали поводження китайського уряду з уйгурами етноцидом або культурним геноцидом. Журналіст журнали foreign policy Азіма Ібрагіма назвав поводження Китаю з уйгурами «навмисною та прорахованою кампанією культурного геноциду», а експерт Адріан Зенц заявив що ці документи підтверджують що події у Сіньцзяні є «формою культурного геноциду».

## Міжнародна реакція

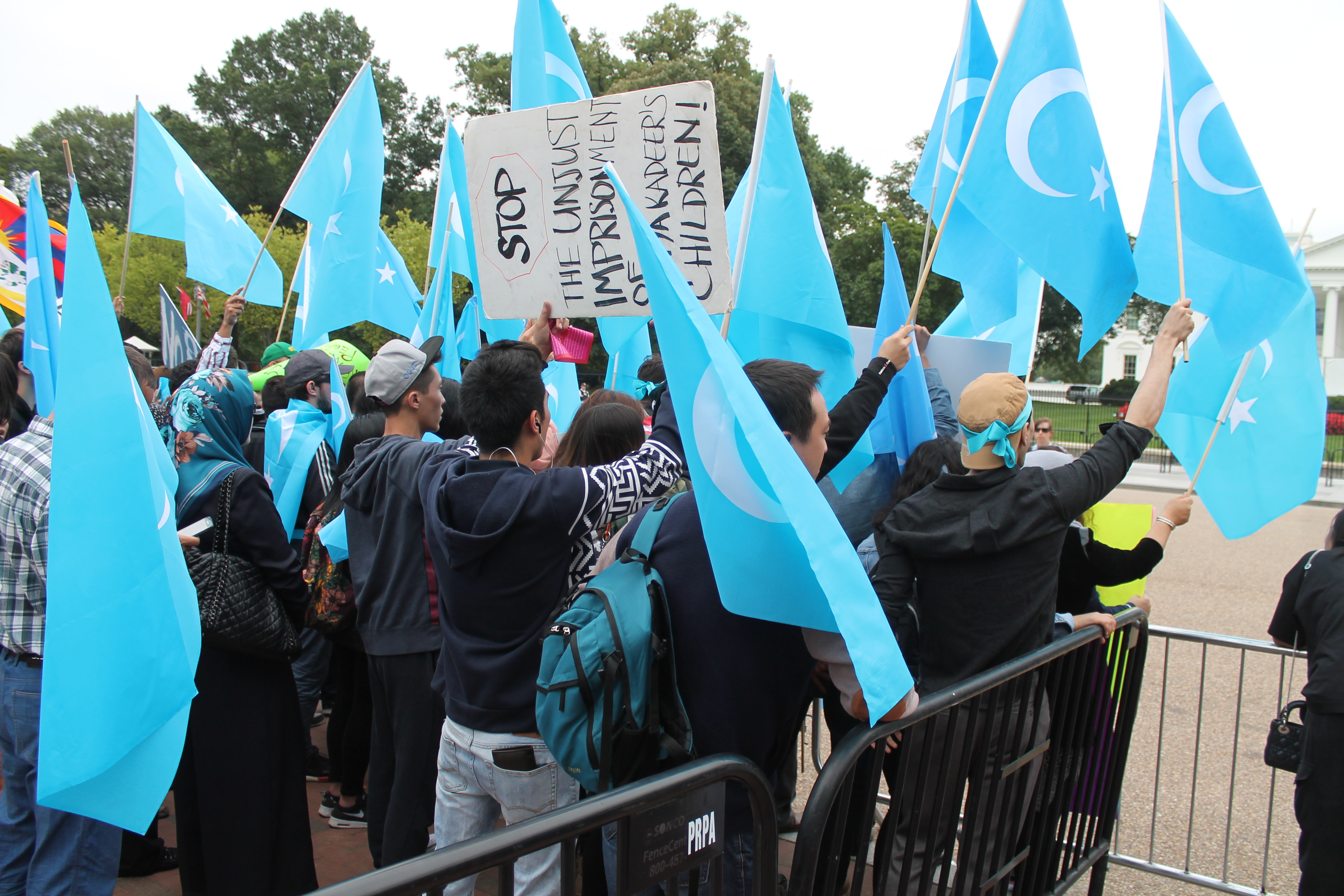
Протести біля Білого дому проти геноциду уйгурів, вересень 2015

Міжнародна реакція різниться. Деякі країни-члени Організації Об'єднаних Націй (ООН) виступили із заявами до Ради ООН з прав людини, в яких засуджували політику Китаю, тоді як інші підтримали політику Китаю. У грудні 2020 року Міжнародний кримінальний суд відмовився розслідувати Китай на підставі юрисдикції. Сполучені Штати були першою країною, яка проголосила порушення прав людини геноцидом, зробивши заяву про це 19 січня 2021 року . Законодавчі збори кількох країн ухвалили необов'язкові пропозиції, які описують дії Китаю як геноцид, у тому числі Палата громад Канади, парламент Нідерландів, Палата громад Сполученого Королівства, Сейм Литви, і Національні збори Франції. Інші парламенти, такі як парламенти Нової Зеландії, Бельгії та Чехії, засудили ставлення китайського уряду до уйгурів як «серйозні порушення прав людини» або злочини проти людства.

### Позиція України
6 жовтня 2022 року Україна не підтримала резолюцію ради ООН з прав людини щодо обговорення прав уйгурів у Китаї.
| Прапор КНР | Це незавершена стаття про КНР. Ви можете допомогти проєкту, виправивши або дописавши її. |